# Sparta Praga (piłka nożna)

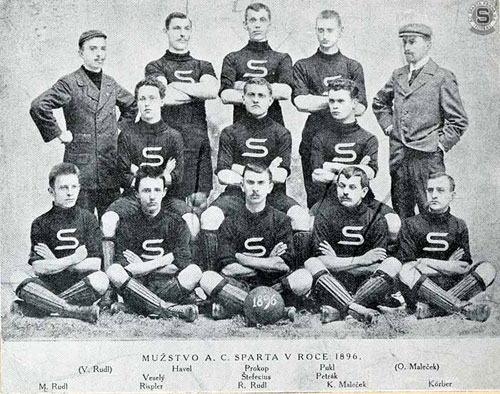
Drużyna Sparty Praga w 1896

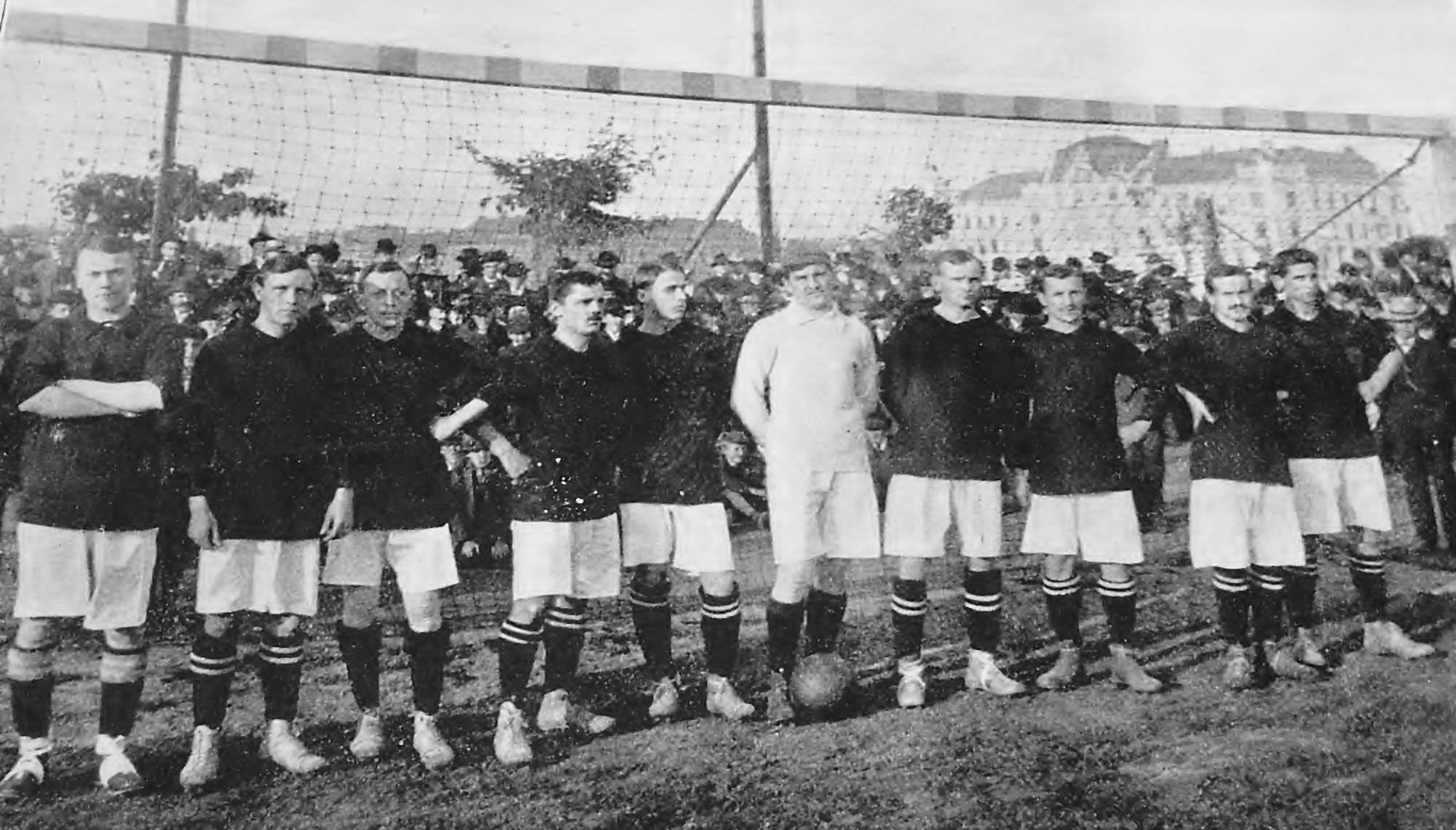
Drużyna Sparty Praga w 1908

Athletic Club Sparta Praga (czes. Athletic Club Sparta Praha) – czeski klub piłkarski założony 16 listopada 1893 roku w Pradze.

## Historia
Pod koniec 1893 roku garstka młodych ludzi z trzema braćmi na czele – Vaclavem, Bohumilem i Rudolfem Rudlami wpadło na pomysł by założyć klub sportowy. 16 listopada 1893 roku wszystkie formalności zostały załatwione i już dzień później można było spotkać się na pierwszym oficjalnym treningu klubu o nazwie Athletic Club Královské Vinohrady. Jako barwy zostały wybrane kolory – niebieski jako symbol Europy, czerwony i żółty jako oficjalne barwy Pragi.
W 1906 roku do Londynu pojechał jeden z piłkarzy i przywiózł ze sobą koszulkę Arsenalu, od tamtej pory Sparta rozgrywała swoje mecze w podobnych trykotach, białych spodenkach i czarnych getrach.
Sparta z biegiem czasu zdobywała coraz więcej tytułów mistrzowskich, do tej pory zgromadziła ich na swoim koncie aż 33, w roku 1964 po raz pierwszy praski zespół zagrał w europejskich pucharach. W tym czasie klub reprezentowali tacy zawodnicy jak Kvašňák, Tichý czy Mašek, którzy są uznawani za prawdziwe legendy klubu.
W latach 1983–1984 Sparta dotarła aż do ćwierćfinału Pucharu UEFA, wtedy pierwsze skrzypce w drużynie grali Horst Siegl i Michal Horňák.
Sparta Praga jest najbardziej utytułowanym czeskim klubem wielokrotnie grającym na europejskich arenach, gdzie jednak nie odnosili znaczących sukcesów, gdyż nigdy nie wygrali Pucharu UEFA czy Ligi Mistrzów.
Klub znany jest ze swojej szkółki młodych talentów z której wyszli tacy zawodnicy jak Tomáš Rosický, Jan Koller, Tomáš Hübschman czy Zdeněk Grygera.

### Derby Pragi
Od 1896 do końca roku 2022 rozegrano ponad 300 oficjalnych derbowych spotkań pomiędzy Spartą i Slavią Praga. W ogólnym bilansie o 40 zwycięstw lepsza jest Sparta z 136 wygranymi, Slavia wygrała 96 meczów, 72 razy padł remis.
Ostatnie, 304. derby Pragi, rozegrano na stadionie Slavii 23 października 2022 i zakończyły się wygraną gospodarzy 4:0.

### Chronologia nazw
- 1893: Athletic Club (AC) Královské Vinohrady
- 1894: Athletic Club (AC) Sparta
- 1948: Athletic Club (AC) Sparta Bubeneč
- 1949: Jednotná tělovýchovná organizace (JTO) Sokol Bratrství Sparta
- 1951: Sparta Českomoravská Kolben Daněk (ČKD) Praha
- 1953: Tělovýchovná jednota (TJ) Spartak Praha Sokolovo
- 1965: Tělovýchovná jednota (TJ) Sparta Českomoravská Kolben Daněk (ČKD) Praha
- 1990: Tělovýchovná jednota (TJ) Sparta Praha
- 1991: Athletic (AC) Sparta Praha
- 1993: Athletic Club (AC) Sparta Praha fotbal, a.s.

### Występy w Lidze Mistrzów
- 1997–1998 3. miejsce w fazie grupowej (rywale – Borussia Dortmund, AC Parma, Galatasaray SK)
- 1998–1999 porażka w eliminacjach do Ligi Mistrzów z Dynamem Kijów po rzutach karnych
- 1999–2001 1 miejsce w fazie grupowej (Bordeaux, Tillburg, Spartak Moskwa)

3. miejsce w fazie grupowej (FC Barcelona, FC Porto, Hertha Berlin)
- 2000–2001 4. miejsce w fazie grupowej (Arsenal F.C., S.S. Lazio, Szachtar Donieck)
- 2001–2002 2. miejsce w fazie grupowej (Bayern Monachium, Feyenoord, Spartak Moskwa)

3. miejsce w fazie grupowej (Real Madryt, Panathinaikos Ateny, FC Porto)
- 2002–2003 porażka w trzeciej rundzie eliminacji do Ligi Mistrzów w spotkaniu z KRC Genk
- 2003–2004 2. miejsce w fazie grupowej (Chelsea F.C., Lazio, Beşiktaş JK)

Porażka w ćwierćfinale z AC Milan
- 2004–2005 4. miejsce w fazie grupowej (Manchester United, Olympique Lyon, Fenerbahce Stambuł)

## Stadion
- Nazwa: Generali Arena
- pojemność – 20.854 miejsc (wszystkie siedzące)
- oświetlenie – 1600 lx
- boisko – 105 m x 68 m
- Parking przy stadionie może pomieścić 8 samochodów technicznych (straż pożarna, karetka, wóz transmisyjny), 2 autobusy oraz 50 samochodów osobowych
- Parking naprzeciwko stadionu umożliwia postój dla 120 autobusów oraz 1.200 samochodów osobowych

## Sukcesy
- Mistrzostwo Czechosłowacji: (21x)  1925/1926, 1927, 1931/1932, 1935/1936, 1937/1938, 1938/1939,1943/1944, 1945/1946, 1947/1948, 1952, 1954, 1964/1965, 1966/1967, 1983/1984, 1984/1985, 1986/1987, 1987/1988, 1988/1989, 1989/1990, 1990/1991, 1992/1993
- Wicemistrzostwo Czechosłowacji: (20x) 1925, 1929/30, 1930/31, 1932/33, 1933/34, 1934/35, 1936/37, 1939/40, 1942/43, 1946/47, 1949, 1950, 1951, 1953, 1957/58, 1965/66, 1985/86, 1991/92.
- III miejsce: (7x) 1927/28, 1928/29, 1955, 1956, 1968/69, 1969/70, 1982/83.
- Wicemistrzostwo Czech/Mistrovství Čech (w Austro-Węgrzech): 1896(jesień), 1897 (jesień).
- III miejsce: 1896 (wiosna).
- Mistrz Czeskiego Związku/Mistrovství ČSF : (1x) 1912.
- Wicemistrz Czeskiego Związku: (1x) 1913.
- III miejsce : (1x) 1917.
- Mistrz Czechosłowackiego Związku: (2x) 1919, 1922.

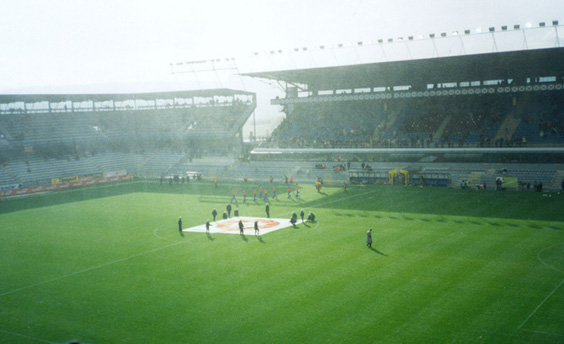
Stadion Sparty

- Mistrz Czech Środkowych: (3x) 1920, 1921, 1923.
- Wicemistrz Czech Środkowych: (1x) 1918.
- Puchar Dobroczynności: (4x) 1909, 1915, 1918, 1919.
- Puchar Środkowo Czeski: (7x) 1929, 1923, 1924, 1925, 1931, 1934, 1936.
- Puchar Czeski: (3x) 1943, 1944, 1946.
- Zdobywca Pucharu Czechosłowacji: (8x) – 1963/64, 1971/72, 1975/76, 1979/80, 1983/84, 1987/88, 1988/89, 1991/92
- Zdobywca Pucharu Czech: (8x) – 1995/96, 2003/04, 2005/06, 2006/07, 2007/08, 2013/14, 2019/20, 2023/24
- Superpuchar Czech: (2x) – 2010, 2014
- Mistrzostwo Czech: (14x) – 1993/1994, 1994/1995, 1996/1997, 1997/1998, 1998/1999, 1999/2000, 2000/2001, 2002/2003, 2004/2005, 2006/2007, 2009/2010, 2013/2014, 2022/2023, 2023/2024.
- Puchar Mitropa: (3x)1927, 1935, 1964 zwycięstwa w pucharze
- Liga Mistrzów UEFA: (10x brała udział + rocznik 2005/2006 od roku 1991 )
- Największe sukcesy w LM:
  - 2001/2002 2. miejsce w pierwszej rundzie, 3. miejsce w grupie
  - 1991/1992 półfinał (3-4 miejsce ogólnie)
  - 2003/2004 2 miejsce w pierwszej rundzie
- Puchar UEFA: (6 występów)
- Puchar Europy Mistrzów Krajowych: (8 występów)
- Puchar Zdobywców Pucharów: (6 występów)
- Liga Europy UEFA: (1 występ)

## Skład na sezon 2023/2024
| Nr | Poz. | Piłkarz                            |
| -- | ---- | ---------------------------------- |
| 1  | BR   | Peter Vindahl Jensen               |
| 5  | OB   | James Gomez                        |
| 6  | PO   | Kaan Kairinen                      |
| 7  | NA   | Victor Olatunji                    |
| 8  | PO   | David Pavelka                      |
| 9  | NA   | Jan Kuchta                         |
| 10 | PO   | Adam Karabec                       |
| 11 | PO   | Martin Minczew                     |
| 13 | PO   | Kryštof Daněk                      |
| 14 | PO   | Veljko Birmančević (wyp. z Tuluzy) |
| 17 | OB   | Casper Højer Nielsen               |
| 18 | PO   | Lukáš Sadílek                      |
| 19 | OB   | Jan Mejdr                          |
| 20 | PO   | Qazim Laçi                         |
| 21 | PO   | Jakub Pešek                        |

| Nr | Poz. | Piłkarz                   |
| -- | ---- | ------------------------- |
| 22 | PO   | Lukáš Haraslín            |
| 24 | BR   | Vojtěch Vorel             |
| 25 | OB   | Asger Sørensen            |
| 26 | OB   | Patrik Vydra              |
| 27 | OB   | Filip Panák               |
| 28 | OB   | Tomáš Wiesner             |
| 29 | PO   | Michal Ševčík             |
| 30 | OB   | Jaroslav Zelený           |
| 32 | PO   | Matěj Ryneš               |
| 33 | OB   | Dávid Hancko              |
| 37 | PO   | Ladislav Krejčí (kapitan) |
| 39 | NA   | Václav Sejk               |
| 41 | OB   | Martin Vitík              |
| 44 | BR   | Jakub Surovčík            |
| 45 | OB   | Filip Nalezinek           |